# Brisaster tasmanicus
Brisaster tasmanicus is een zee-egel uit de familie Schizasteridae.
De wetenschappelijke naam van de soort werd in 1974 gepubliceerd door Donald George McKnight.